# Lawe Mantik
Lawe Mantik is een bestuurslaag in het regentschap Aceh Tenggara van de provincie Atjeh, Indonesië. Lawe Mantik telt 733 inwoners (volkstelling 2010).